# Cannonball Adderley and the Poll-Winners
Cannonball Adderley and the Poll-Winners — студійний альбом американського джазового саксофоніста Кеннонболла Еддерлі, випущений у 1961 році лейблом Riverside.

## Опис
На цій сесії грають альт-саксофоніст Кеннонболл Еддерлі, гітарист Вес Монтгомері та басист Рей Браун; разом з Віктором Фелдменом, який грає на фортепіано та вібрафоні та ударником Луї Гейзом. Це єдина сесія, в якій взяли участь Еддерлі і Монтгомері разом. Серед композицій виділяються «The Chant», «Never Will I Marry» і «Au Privave».

## Список композицій
1. «Au Privave» (Чарлі Паркер) — 4:49
2. «Yours Is My Heart Alone» (Франц Легар) — 6:02
3. «Never Will I Marry» (Френк Лоссер) — 8:30
4. «The Chant» (Віктор Фелдмен) — 6:34
5. «Lolita» (Баррі Гарріс) — 8:03
6. «Azule Serape» (Віктор Фелдмен) — 6:26

## Учасники запису
- Джуліан «Кеннонболл» Еддерлі — альт-саксофон
- Віктор Фелдмен — фортепіано, вібрафон
- Вес Монтгомері — гітара
- Рей Браун — контрабас
- Луї Гейз — ударні

Технічний персонал
- Оррін Кіпньюз — продюсер, текст
- Воллі Гейдер — інженер
- Джек Меттьюз — мастеринг
- Кен Дірдофф — дизайн [обкладинка]
- Лоуренс Шустак — фотографія
- Дональд Сільверстайн — фотографія [обкладинка]